# Zapora Horní Bečva

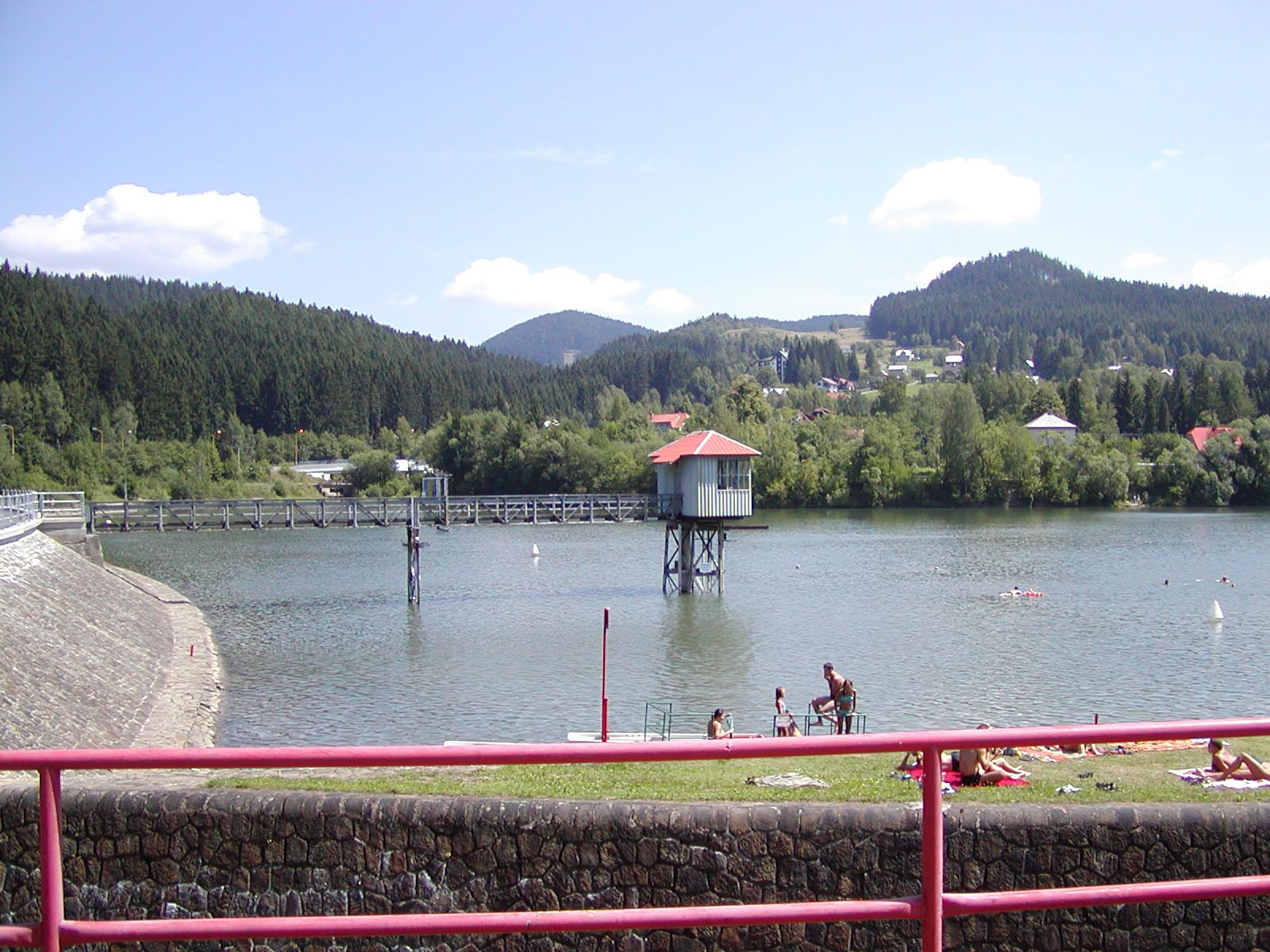
Zapora Horní Bečva od strony wody (ujęcie wody przed przebudową)

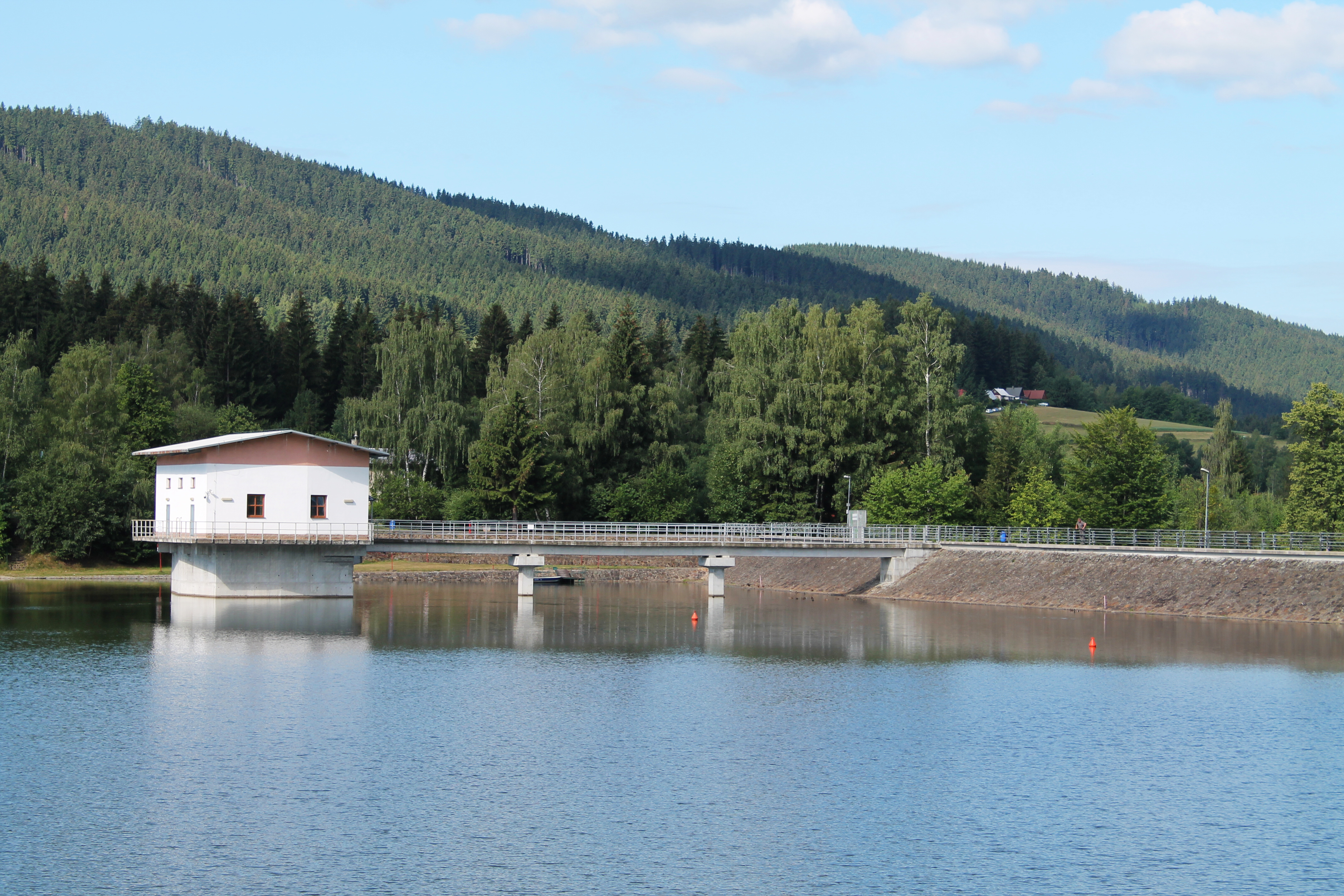
Ujęcie wody (po przebudowie)

Zapora Horní Bečva – zapora wodna na Morawach, we wschodnich Czechach, wybudowana na rzece Dolna Beczwa. Dzięki niej powstał zbiornik Horní Bečva.

## Położenie
Zaporę zbudowano na 32,10 km rzeki, ok. 2,5 km powyżej centrum miejscowości Horní Bečva w powiecie Vsetín. Leży w górnej części dość szerokiej doliny, jaką tworzy Dolna Beczwa, określanej jako Rów Rożnowski (czes. Rožnovská brázda), ograniczonej od północy przez Beskid Morawsko-Śląski a od południa przez Góry Wsetyńskie. Miejsce, w którym wzniesiono zaporę, położone na wysokości ok. 550 m n.p.m., ograniczają z obu stron wzniesienia o wysokości 620–640 m n.p.m. Posadowienie zapory w tym miejscu było poprzedzone rozpoznaniem geologicznym terenu. Wybrano miejsce, w którym nie stwierdzono większych uskoków, pęknięć itp. deformacji tektonicznych podłoża, zbudowanego tu z fliszu karpackiego.

## Historia
Plany budowy zbiornika zaporowego na Dolnej Beczwie powstały w latach międzywojennych, po serii powodzi jakie nawiedziły ten region w latach 20. XX w. Zbiornik miał ograniczyć niebezpieczeństwo powodzi w dolnym biegu rzeki, a potencjalnie – zapewnić także część wody dla planowanego od przełomu wieków kanału Odra - Dunaj. Budowę zapory rozpoczęto w roku 1933. Sypanie wału zapory ukończono w roku 1937. Ze względu na II wojnę światową dalsze prace przedłużyły się: wstępne oddanie obiektu do eksploatacji miało miejsce w 1944 r., a całość ukończono ostatecznie dopiero w roku 1947.

## Charakterystyka techniczna
Zapora ziemna, wybudowana na fragmencie łuku o promieniu 220 m. Rdzeń z przesortowanego materiału gliniastego, który jednocześnie tworzy uszczelnienie wału. Od strony górnej wody zapora jest obmurowana kamieniem. Od strony powietrznej została obsypana materiałem ziemnym niesortowanym, podpartym obudową kamienną oraz obłożona darnią, a następnie dosiewana trawą. W budowie wykorzystano prawie wyłącznie miejscowe materiały: glina pochodziła z kilku wykopów na terenie przyszłego zbiornika, kamień wydobywano w lokalnych kamieniołomach, a lepszej jakości sprowadzano z doliny na stokach nieodległej Kněhyni.
Urządzenia wylotowe i poboru wody znajdują się w jednym budynku wieży, usytuowanym w zbiorniku ok. 20 m od zapory (ostatnio przebudowanym). Mieszczą się w niej wszystkie zespoły urządzeń spustowych, a także mała elektrownia wodna z turbiną o mocy ok. 16 kW. Na wieżę można dostać się kładką z korony wału. Upusty wody i spust wody z turbiny prowadzą do korytarza odwadniającego pod korpusem zapory w kształcie podkowy, o szerokości 3,0 m i wysokości 2,5 m. Korytarz ma długość 73 m i prowadzi do małego zbiornika wyrównawczego usytuowanego tuż poniżej zapory.
Długość korony wynosi 250 m, szerokość – 5 m. Wysokość wału zapory nad dnem: 13,70 m. Korona zapory leży na wysokości 564,60 m n.p.m. Posiada upusty rurowe 2 × Φ 1000 mm (zapewniające przepływ 2 × 11,3 m³/s przy maksymalnej wysokości lustra wody w zbiorniku) oraz upust kanalizacyjny Φ 200 mm, (zapewniający przepływ  0,185 m³/s przy minimalnej wysokości wody). Na wysokości 562,10 m n.p.m. zapora posiada górny, otwarty przelew awaryjny o wymiarach 1 m × 30,8 m, który zapewnia przepływ rzędu 96 m³/s.